# مورون دي ألماسان
مورون دي ألماسان هي بلدية تقع مقاطعة سوريا، منطقة قشتالة وليون، إسبانيا. ووفق الإحصاء السكاني للمعهد الوطني للإحصائيات بإسبانيا، بلغ عدد السكان 247 نسمة.